# 쉐칭하오
쉐칭하오(중국어: 薛庆浩, 2000년 9월 26일 ~ )는 중화인민공화국의 축구 선수로 포지션은 골키퍼이며 현재 중국 슈퍼리그 상하이 선화 소속이다.